# Metaphycus flavus
Metaphycus flavus är en stekelart som först beskrevs av Howard 1881.  Metaphycus flavus ingår i släktet Metaphycus och familjen sköldlussteklar. Inga underarter finns listade i Catalogue of Life.